# Мајданпек
Мајданпек је градско насеље у Србији у општини Мајданпек у Борском округу. Према попису из 2022. године у градском насељу је било 6.326 становника, а према попису из 2011. године је било 7699 становника.

## Географија и клима
Мајданпек се налази у северном делу источне Србије, у уској долини реке Мали Пек. На северу од Мајданпека на Дунаву, односно у Ђердапској клисури, на удаљености од око 22 километра смештено је најближе место Доњи Милановац. Околина Мајданпека је претежно брдско-планинска, а окружују га планине, Мироча на североистоку, Дели Јован на истоку, Стола на југу, Малог Крша и Великог Крша на југозападу, Хомољских планина на западу и планинских масива Старице и Шомрде на северозападу. Западно од града Мајданпека простиру се северни обронци Хомољских планина (923 м). Густе столетне шуме, пећине, златоносна река Пек, манастир Горњак из 14. века, извор реке Млаве богат пастрмком. На северу Кучаја близу Мајданпека налази се букова прашума „Фељишана", строги резерват природе I категорије под заштитом државе.
Општина Мајданпек се простире на површини од 932 km² и граничи се са општинама Бор, Неготин, Кладово, Голубац, Кучево и Жагубица. На северу преко Дунава граничи се са Румунијом.
Клима је умерено континентална са просечном годишњом температуром 9 C°. Најхладнији је јануар са просечном температуром -2,7 C°, а најтоплији јули са просечном температуром 19,8 C°.

## Историја
Недалеко од Мајданпека и Доњег Милановца, код села Бoљeтин, на дунавској тераси у оквиру заштићеног Националног парка Ђердап налази се археолошки локалитет Лепенски Вир. Станиште из доба мезолита и раног неолита старо приближно 8.500 година и прошло је кроз четири развојне фазе. То станиште представља најстарије сведочанство о животу праисторијске заједнице рибара и ловаца уз Дунав, а напуштено је 4.500 године п. н. е. На основу остатака примећено је да је првобитна заједница била ловачо-сакупљачка, након чега се развила у заједницу пољопривредних сточара. Археолози су пронашли остатке кућа са трапезастом основом и каменим огњиштем, као и 54 скулптуре, које су представљале њихова божанства. Становници Лепенског вира припитомили су животиње, научивши их да обрађују земљу, након чега су се преселили у пределе који имају боље могућности за земљорадњу.
Мезолитски археолошки локалитет Власац, који припада култури Лепенског вира и датира се у 7. миленијум п. н. е., налази се три километра низводно од Лепенског вира. Власац је откривен касније, а сматра се старијим од локалитета Лепенски вир. У културном слоју истражени су остаци станишта (47 објекта), 87 гробова, као и више од 35.000 предмета.
Рудна Глава археолошко је налазиште у близини истоименог села недалеко од Мајданпека, у залеђу горњег дела Ђердапске клисуре. Локалитет припада Винчанској култури и представља средиште једног од најранијих рудника бакра на Балкану. Рудна Глава простире се са обе стране Шашке реке, а рудници из раног енеолита (5000. година п. н. е.) откривени су у копу модерног рудника. Вађене су руде малахит и азурит, које се топе на 700 °C и из којих се добија бакар, а у 30-ак рударских окана постојао је знатан број платформи, тј. јама у облику левка.
У 2. миленијуму п. н. е, на Балкан и у ове крајеве досељавају се Индоевропљани, међу којима се у почетку истичу Стари Грци, у доба од 13. до 12. века п. н. е., у времену пре Тројанског рата. Присуство Старих Грка у ове крајеве везан је за сам назив реке Пек, који је грчког порекла, и потиче од облика pékos са значењем „овчије руно“, које су ови стари народи полагали у корито реке ради испирања злата. Та древна техника, коју су Грци, према Херодоту, преузели од Колхиђана, задржала се међу становницима долине Пек све до данас. За тај период веже се и најстарији назив за Дунав, старогрчки хидроним Истар, којим су Аргонаути пловили узводно из Црног мора управо у потрази за златним руном. За те ране старогрчке истраживаче Истар је подразумевао искључиво доњи ток Дунава, који се, по њиховом веровању, завршавао код Гвоздених врата, односно Ђердапске клисуре. Хесиод у својој Теогонији спомиње Истар као једну од четири највеће реке на дотад познатом свету. Утемељивач историјске науке, Херодот, назива Истар „северним Нилом", односно сматра да је Истар северни пандан велике египатске реке. Простор источно од Велике Мораве, у предримско доба према античким писцима био је слабо насељен. Из тог доба једно од ретких племена која се помињу су Трачани међу којима су се свакако највише истицали Трибали. У 4. веку п. н. е. у ове крајеве долазе Келти, који ће имати веома значајну улогу не само на овом већ и на много ширем простору.
У првим деценијама 1. века н.е. Римљани освајају ове крајеве након чега од медитеранске постају континентална сила. Убрзо оснивају граничну покрајину под називом Мезија која ће се касније поделити на Горњу и Доњу. У 4. веку рударство и металургија доживљавају свој врхунац о чему сведоче бројна римска окна која су открили савремени рудари, у 20. веку. Због грађанског рата и честих упада варварских народа на дунавским границама долази до распада Римског царства чију ће традицију рударења на овим просторима наставити Византија, односно Источно римско царство, која ће прерасти у једину праву силу све до доласка почетком 6. века Словена чије племе, Тимочани, насељава ову област. Тада долази до прекида рударске традиције која добија локални карактер све до развијеног средњег века.
Рударство на овим просторима покрећу средином 13. века немачки рудари Саси, који су ове крајеве доспели бежећи од Татара. У то доба они добијају позив од краља Уроша да дођу у Србију. О присуству Саса у овим областима најбоље сведоче топоними, Шашка река и ревир Швајц. На обалама реке Шашка која се улива у Поречку реку пронађене су топионице које би упућивале на присуство средњовековних рудара Саса. Након пада Србије под османлијску власт 1459. године рударство у овим крајевима добија локални карактер. На подручју Мајданпека рударске активности обнављају се у време султана Сулејмана Законодаваца око 1560. године и трајаће великим интензитетом до 1690. године, када након битака у оквиру Великог турског рата, тачније у периоду од 1688. до 1690. године, поново добија локални значај јер долази до страдања самог места у којем је дотад постојало више од 500 кућа и велика занатска и трговачка чаршија. У периоду од 1560. до 1690. године, осим рудника Куре у Анадолији, Мајданпек је био највећи рудник бакра у Османском царству. Назив рудника (мајдана) у то време садржао је старословенски придев медни, што значи бакарни Пек. Име насеља Мајданпек по пореклу је историјска мешавина старогрчких, старословенских и арапско-турских израза, чије је крајње значење „рудник бакра (мајдан) на златоносној реци (Пек). Из тог доба је и назив Ђердап који има корен у староперсијској речи гирдап, која значи вртлог, вир. Из османског периода је такође назив за оближње мајданпечко брдо Караоглан за које се сматра да је добило име према богатом закупцу рударских копова Николи Караоглу (Црни) са краја 16. века. Занимљиво да је последњи симбол и оаза Оријента на Ђердапу постојала све до 1970. године када је потопљена Ада Кале - речно насељено острво - са којег су се становници одселили у Турску. Рударење је накратко обновљено након хабзбуршких освајања 1719. године. Због учесталих аустријско-турских ратова у 18. веку рударска активност добија локални карактер, а обновљена је средином 19. века.
На позив кнеза Милоша у Србији су боравили 1835. године рударски старешина и инжењер барон Сигмунд Август фон Хердер са сарадницима из Саксонија, који су вршили теренска испитивања за отварање рудника, изградњу ливнице и рударске железнице. Барон Хердер је у Кнежевину Србију донео поклон збирку од 500 примерка минерала које је сакупио по различитим крајевима света, а потом обогатио узорцима и из Србије. Из "баронове збирке“ до данас су сачувана 254 узорка која се чувају на прописан начин у збирци - музеја Рударско - геолошког факултета Универзитета у Београду. Хердер је поново открио и назначио рудна налазишта код реке Мали Пек, односно Мајданпека. Наредне деценије, 1848. године, из Милановца, у ове брдско-планинске пределе, богате шумом и дивљачи, долази млади рударски инжењер Василије Божић, један од првих државних питомаца који је завршио Рударску академију у Шемницу, са још четири радника где започињу, на више места, са надљудским напорима на рашчишћавању терена обарањем дрвећа и пробним откопима. Већ, следеће године, 1849, млада кнежевина из државних средстава започиње са изградњом топионице гвожђа и бакра, која ће трајати до 1859. Изградња овог предузећа представљало је једну од највећих инвестиција у земљи, којом је утемељена савремена тешка индустрија у Србији и на Балкану. Топионица је имала савремену опрему и машине за то доба, високу и ниску пећ на угаљ за топљење, а 1852. уграђује се и парна машина. Осим тога, изграђено је насеље са кућама за рударе и чланове њихових породица. Првих 100 рудара су били страни радници који су досељени из места Смолњик из данашње Словачке 1850. године. Занимљиво да је у исто време из Горње Угарске, односно Словачке пристигло 30 радника за рад у Стаклари Аврамовац. Мајданпек је на основу Уредбе проглашен окружном вароши 1853. године. У то доба, кнез Александар Карађорђевић, 1856. године, изградио је у оближњој Брестовачкој Бањи дворац - летњиковац, који и данас постоји. Исте године у Мајданпеку је изграђена школа а две године касније, 1858, завршена је градња Цркве Св. Петра и Павла по пројекту Уроша Кнежевића (1811-1876). Остало је забележено да топионица преко зиме није радила током тог пионирског периода. Међутим, влада није имала даља финансијска средства за проширење радова у Мајданпеку након чега је донела одлуку да се страним улагачима преда рудник на коришћење на обострану корист. Ова вест о давању рудника под закуп пренела се читавом Европом. Рудником су потом на осново уговора управљале наизменично француска, енглеске и аустријска компанија са белгијским капиталом. У међувремену, донет је Закон о рудницима, 15. априла 1866. године, који је регулисао ову област. За време енглеског власништва над рудником у ливници и машинској радионици у Мајданпеку су 1882. израђене прве парне локомотиве и теретни вагони у Србији и на Балкану. У Мајданпеку је две године пре, Београда, Новог Сада и Ниша, јуна 1882. године, свечано пуштена прва железничка индустријска пруга, ширине колосека 600 мм, када је локомотива са четири вагона прешла деоницу од 15 километара.
Нови закупац, 1903. године, постаје „Безимено друштво бакарних рудника Мајданпек“, чије је седиште било у Бриселу. Једна од првих мера „Безименог друштва“ тицала се транспорта до Дунава, односно градња Ваздушне железнице ка Дунаву, као и са радом на пириту. Жичара дуга 17,5 км са капацитетом од 30 тона на сат, превозила је руду и друге потрепштине из Мајданпека до Милановца. Лоше пословање, слабе плате били су узрок честих сукоба радника са послодавцем, што је резултирало штрајковима 1907. и 1908. године.
Београдски Универзитет је 1924. добио преко 8.000 хектара шуме код Мајданпека, некадашњу имовину последњег Обреновића, коју је бивша краљица Наталија још 1903. наменила универзитету. Нешто преко 2.000 хектара у катастарској општини Дебели Луг је остало наставна база Шумарског факултета.
У Мајданпеку је 1933. године почела са обрадом руда лимонита, која се од 1937. године прерађивала у Сартидовој топионици изграђеној у Мајданпеку. Занимљиво да је током немачке окупације рудник магнетита у оближњем селу Рудна Глава био у лично власништву министра немачког рајха Хермана Геринга. Након Другог светског рата, 18. августа 1947. године, национализован рудник наставља рад са застарелом технологијом под новим називом „Рудник Мајданпек“. Године 1954. основано је предузеће „Рудник бакра Мајданпек – РБМ“ када се креће са улагањем у дробљење и изградњу флотације. На брду Швајц откривено је лежиште руде познато као „Јужни ревир“. На свечаности 25. јуна 1961. године, прве количине руде мајданпечког концентрата послате су камионима на даљу прераду у Бор. Тада је на основу решења РБМ укључен у „Рударско-топионичарски басен Бор“. У јесен 1971. године завршена је нова флотација.
У међувремену, почео је да се гради потпуно нов град на месту старог рударског насеља, а 28. новембра 1970. године пуштена је свечано у рад „Златара Мајданпек“. Занимљиво да је ова златара израдила медаље за зимске олимпијске игре „Сарајево '84". Након пет година градње почела је са производњом, 1980. године, „Фабрика бакарних цеви Архивирано на веб-сајту  (13. август 2015)“. Међутим, током 1970-их и 1980-их експлоатација је имала снажан политички притисак када су се због јавности јурили рекорди у производњи. Као последицу тог времена, бржег долажења до руде, остао је оштрији нагиб површинског копа Јужни ревир него што су домаћи и страни прописи то дозвољавали. Преузак левак копа је био главни разлог превременог напуштања Јужног ревира. У Мајданпеку се налази ловачко удружење „Срна“ које има традицију од 1898. године. Музеј у Мајданпеку је настао 1998. године осамостаљивањем Одељења музеја рударства и металургије из Бора, које је отворено у Мајданпеку 1984. године. Рударски-фудбалски клуб „Мајданпек" основан је 1934, а један од познатијих играча који је потекао из овог клуба био је Дејан Петковић, који је фудбалску славу стекао у Бразилу.
Због рата у СФРЈ 1991. долази до пада рударске и индустријске производње и данас се град бори да обнови раније индустријске успехе. На почетку 21. века рудник се састоји од два површинска копа: Јужног и Северног ревира, као и флотације бакра Мајданпек. У руднику Мајданпек главни ресурс представља руда бакра, а у мањим количинама руде сребра и злата. На површинским коповима користе се моћне машине међу којима се свакако највише истичу хидраулични багери Комацу „PC 4000" са мотором од 1,3 мегавата и радном кашиком запремине 22 кубика или 50 тона материјала. У саставу РТБ Бор 2014. године отворена је нова топионица и фабрика сумпорне киселине по модерној технологији и према најновијим еколошким стандардима, у вредности од приближно 250 милиона евра. У пролеће 2018. године почела је реконструкција железничке пруге Пожаревац – Мајданпек дужине 90 километара, а вредност радова, који ће трајати до јесени, износиће 30 милиона евра. Ремонт ове регионалне пруге завршен је у предвиђеном року, 21. новембар 2018. године, када је успостављен теретни железнички саобраћај док се успостављење путничког железничког саобраћаја очекује 1. фебруар 2019. године након припреме дизел моторних возова. Крајем августа 2018. године, након расписаног тендера већински власник од 63 одсто Рударског-топионичарског басена „Бор" у чијем саставу послују и рудници у Мајданпеку постаје кинеска рударска компанија „Зијин", која се обавезала да за докапитализацију инвестира у постојеће и нове капацитете, као и за решавање старих дугова, 1,46 милијарди долара. Од целокупне суме за решавање проблема еколошких загађења предвиђено је да се уложи 136 милиона долара. Рудари у Мајданпеку су 7. фебруара 2021. године оборили дневни рекорд извадивши више од 140.000 тона руде и јаловине.

## Туризам
Симбол и заштитни знак Мајданпека представља планина Старица (796 м) са које се пружа поглед на рударске копове и град, чија главна улица се налази на 200 метара надморске висине. На Старици се налази уређена скијашка стаза Рајково. Удаљена је четири километра од града, на путу према Доњем Милановцу. До скијалишта се стиже асфалтним путе. Скијашки центар Рајково поседује скијашки лифт типа „сидро", капацитета 1.100 скијаша на сат. Лифт савладава висинску разлику од 200 метара и опслужује две скијашке стазе дужина 1.000 m и 1.200 m. Осим тога, скијалиште Рајково располаже и моторним санкама и ски-табачем за уређивање стазе.
Под Старицом, у мешовитој шуми букве, јавора и храста смештена је Рајкова пећина, на свега 3,5 километара од Мајданпека, у чијој околини се налази 110 пећина и поткапина. Рајкова пећина је речна проточна пећина кроз коју протиче Рајкова река, и спада у једну од највећих туристичких пећина у Србији. Поред богатог пећинског накита, највећи утисак на посетиоце у акустичној пећини оставља сам жубор потока. Отворена је за јавност, уз присуство 3000 људи, као друга туристичка пећина у Србији, 12. септембра 1972. године. Рајкова и Паскова река истичу из својих пећина и творе Мали Пек, од кога је низводно направљена вештачка језерска акумулација Велики Затон, која уједно представља омиљено излетиште становника Мајданпека. На око 12 километра од Мајданпека налази се на истоименој реци Ваља Прераст или Шупља стена, природни камени мост, под заштитом државе, пружа се од југозапада ка североистоку на дужини од 100 м, односно 26 м у висини горње ивице лука. Распон прераста износи 150 м, а ширина њеног отвора при дну у висини речног корита 9,7 м.(Види:туристичка карта општине Мајданпек Архивирано на веб-сајту  (26. јун 2021))

## Култура и образовање
У Мајданпеку се сваке године, у организацији Центра за културу, одржавају међународне манифестације из области ликовних уметности: МајданАрт и Жене сликари.
Млади музичари из Мајданпека стичу своје прво музичко образовање у Музичкој школи „Ранко Кривић“.

## Демографија
У насељу Мајданпек према попису 2022. године живи 5314 пунолетна становника, а просечна старост становништва износи 44,42 година (42,69 код мушкараца и 46,05 код жена). Према подацима пописа из 2022. у насељу има 3025 домаћинства, а просечан број чланова по домаћинству је 2,09. а према по попису из 2022. има 3933 стана од којих је 997 насељених.
Ово насеље је углавном насељено Србима (према попису из 2022. године), а у последња три пописа, примећен је пад у броју становника.
|             | \| Демографија[40] \| Демографија[40] \| Демографија[40] \| \| Година \| Становника \| Становника \| \| --------------- \| --------------- \| --------------- \| \| 1948. \| 1.919 \| \| \| 1953. \| 2.244 \| \| \| 1961. \| 3.746 \| \| \| 1971. \| 8.065 \| \| \| 1981. \| 9.489 \| \| \| 1991. \| 11.760 \| 11.726 \| \| 2002. \| 10.071 \| 10.350 \| \| 2011. \| 7.699 \| \| \| 2022. \| 6.326 \| \| |            |
| Демографија | |            |
| Година      | Становника | Становника |
| 1948.       | 1.919 |            |
| 1953.       | 2.244 |            |
| 1961.       | 3.746 |            |
| 1971.       | 8.065 |            |
| 1981.       | 9.489 |            |
| 1991.       | 11.760 | 11.726     |
| 2002.       | 10.071 | 10.350     |
| 2011.       | 7.699 |            |
| 2022.       | 6.326 |            |

| Етнички састав према попису из 2002.‍ | Етнички састав према попису из 2002.‍ | Етнички састав према попису из 2002.‍ | Етнички састав према попису из 2002.‍ | Етнички састав према попису из 2002.‍ |
| ------------------------------------ | ------------------------------------ | ------------------------------------ | ------------------------------------ | ------------------------------------ |
|                                      |                                      |                                      |                                      |                                      |
| Срби                                 | Срби                                 |                                      | 8.631                                | 85,70%                               |
| Власи                                | Власи                                |                                      | 386                                  | 3,83%                                |
| Црногорци                            | Црногорци                            |                                      | 139                                  | 1,38%                                |
| Хрвати                               | Хрвати                               |                                      | 39                                   | 0,38%                                |
| Југословени                          | Југословени                          |                                      | 39                                   | 0,38%                                |
| Македонци                            | Македонци                            |                                      | 31                                   | 0,30%                                |
| Муслимани                            | Муслимани                            |                                      | 19                                   | 0,18%                                |
| Румуни                               | Румуни                               |                                      | 17                                   | 0,16%                                |
| Бугари                               | Бугари                               |                                      | 12                                   | 0,11%                                |
| Горанци                              | Горанци                              |                                      | 11                                   | 0,10%                                |
| Бошњаци                              | Бошњаци                              |                                      | 5                                    | 0,04%                                |
| Словенци                             | Словенци                             |                                      | 4                                    | 0,03%                                |
| Руси                                 | Руси                                 |                                      | 3                                    | 0,02%                                |
| Мађари                               | Мађари                               |                                      | 3                                    | 0,02%                                |
| Албанци                              | Албанци                              |                                      | 3                                    | 0,02%                                |
| Чеси                                 | Чеси                                 |                                      | 1                                    | 0,00%                                |
| Русини                               | Русини                               |                                      | 1                                    | 0,00%                                |
| Роми                                 | Роми                                 |                                      | 1                                    | 0,00%                                |
| Буњевци                              | Буњевци                              |                                      | 1                                    | 0,00%                                |
| непознато                            | непознато                            |                                      | 309                                  | 3,06%                                |

| Година пописа     | 1948. | 1953. | 1961. | 1971. | 1981. | 1991. | 2002. |
| ----------------- | ----- | ----- | ----- | ----- | ----- | ----- | ----- |
| Број домаћинстава | 490   | 651   | 1.116 | 3.127 | 3.046 | 3.917 | 3.631 |

| Број чланова      | 1   | 2   | 3   | 4   | 5   | 6  | 7 | 8 | 9 | 10 и више | Просек |
| ----------------- | --- | --- | --- | --- | --- | -- | - | - | - | --------- | ------ |
| Број домаћинстава | 725 | 887 | 818 | 944 | 214 | 33 | 9 | 1 | 0 | 0         | 2,77   |

| Пол    | Укупно | Неожењен/Неудата | Ожењен/Удата | Удовац/Удовица | Разведен/Разведена | Непознато |
| ------ | ------ | ---------------- | ------------ | -------------- | ------------------ | --------- |
| Мушки  | 4.054  | 1.433            | 2.292        | 101            | 198                | 30        |
| Женски | 4.285  | 1.116            | 2.323        | 450            | 360                | 36        |
| УКУПНО | 8.339  | 2.549            | 4.615        | 551            | 558                | 66        |

| Пол    | Укупно                    | Пољопривреда, лов и шумарство | Рибарство                            | Вађење руде и камена | Прерађивачка индустрија       |
| ------ | ------------------------- | ----------------------------- | ------------------------------------ | -------------------- | ----------------------------- |
| Мушки  | 2.227                     | 17                            | 0                                    | 1.189                | 435                           |
| Женски | 1.971                     | 11                            | 0                                    | 393                  | 569                           |
| УКУПНО | 4.198                     | 28                            | 0                                    | 1.582                | 1.004                         |
| Пол    | Производња и снабдевање   | Грађевинарство                | Трговина                             | Хотели и ресторани   | Саобраћај, складиштење и везе |
| Мушки  | 70                        | 52                            | 60                                   | 26                   | 32                            |
| Женски | 42                        | 26                            | 188                                  | 113                  | 18                            |
| УКУПНО | 112                       | 78                            | 248                                  | 139                  | 50                            |
| Пол    | Финансијско посредовање   | Некретнине                    | Државна управа и одбрана             | Образовање           | Здравствени и социјални рад   |
| Мушки  | 16                        | 23                            | 97                                   | 40                   | 54                            |
| Женски | 44                        | 15                            | 107                                  | 100                  | 226                           |
| УКУПНО | 60                        | 38                            | 204                                  | 140                  | 280                           |
| Пол    | Остале услужне активности | Приватна домаћинства          | Екстериторијалне организације и тела | Непознато            | Непознато                     |
| Мушки  | 50                        | 0                             | 0                                    | 66                   | 66                            |
| Женски | 63                        | 0                             | 0                                    | 56                   | 56                            |
| УКУПНО | 113                       | 0                             | 0                                    | 122                  | 122                           |